# Färjbäcken
Färjbäcken is een plaats in de gemeente Älvkarleby in het landschap Uppland en de provincie Uppsala län in Zweden. De plaats heeft 69 inwoners (2005) en een oppervlakte van 7 hectare.